# Етнически групи в Азербайджан
Етнически групи в Азербайджан: 9,000,000 (UN Country Population; 2010) в близост до 30 нации.
- Азербайджанци – 93,24% (8 379 200)

- Лезгинци – 1,73% (154 300)

- Руснаци – 1,61% (143 600)

- Арменци - 1,5% (120 700): почти всички арменци живеят в Нагорно-Карабхския регион, а останалите са 0,002% (163)[6]

- Талиши – 0,85% (75 800)

- Турци – 0,5% (44 600)

- Кавказки авари (Аварци) – 0,47% (41 900)

- Татари – 0,35% (31 200)

- Украинци – 0,38% (33 900)

- Цахури – 0,15% (13 400)

- Грузинци – 0,17% (15 100)

- Евреи – 0,08% (7100)

- Кюрди – 0,07% (6200)

- Удини – 0,05% (4400)

- Други – 0,1% (8900)